# Eldric Sella
Eldric Sella Rodríguez (Caracas, Venezuela, 24 de enero de 1997) es un boxeador venezolano. Compitió en el evento masculino de medio peso en las Juegos Olímpicos de Tokio 2020, representando al Equipo Olímpico de Atletas Refugiados.

## Carrera
Sella compitió como refugiado después de salir de Venezuela y buscar asilo en Trinidad y Tobago en 2018. Hasta 2014, había competido para Venezuela, teniendo a su padre como entrenador. Pronto después de recibir asilo, su familia se unió a él. Sella ha dicho que espera inspirar a refugiados venezolanos alrededor del mundo para que sepan que pueden ser exitosos.
Para viajar a los Juegos Olímpicos, el Alto Comisionado de las Naciones Unidas para los Refugiados (ACNUR) logró tramitarle una visa que le permitiera transitar por Estados Unidos hacia Japón, a pesar de tener el pasaporte vencido. Después de participar en los Juegos Olímpicos como parte del Equipo de Refugiados, Trinidad y Tobago le negó la posibilidad de regresar al país, alegando que no tenía un "documento válido para otorgarle la visa". ACNUR ha buscado otro país que pueda recibir a Sella y a su familia. El canciller de Nicolás Maduro, Jorge Arreaza, negó que Sella fuera refugiado.